# Morristown (Vermont)
Morristown ist eine Town im Lamoille County des Bundesstaates Vermont in den Vereinigten Staaten mit 5434 Einwohnern (laut Volkszählung von 2020).

## Geografie

### Geografische Lage
Morristown liegt im Süden des Lamoille Countys, in einem rauen Abschnitt der nördlichen Green Mountains. Auf dem Gebiet der Town liegt im Norden an der Grenze zu Hyde Park der Lake Lamoille. Er wird vom Lamoille River durchflossen. Das Gebiet ist hügelig, mehrere Berge finden sich, der höchste ist der 1109 m hohe, im Westen liegende Madonna Peak

### Nachbargemeinden
Alle Entfernungen sind als Luftlinien zwischen den offiziellen Koordinaten der Orte aus der Volkszählung 2010 angegeben.
- Norden: Hyde Park, 4,5 km
- Nordosten: Wolcott, 12,0 km
- Osten: Elmore, 7,5 km
- Südosten: Woodbury, 21,0 km
- Süden: Stowe, 10,5 km
- Südwesten: Underhill, 23,0 km
- Westen: Westford, 31,0 km
- Nordwesten: Waterville, 20,5 km

### Stadtgliederung
Das Village Morrisville ist die Hauptsiedlung der Town.

### Klima
Die mittlere Durchschnittstemperatur in Morristown liegt zwischen −11,67 °C (11 °Fahrenheit) im Januar und 18,3 °C (65 °Fahrenheit) im Juli. Damit ist der Ort gegenüber dem langjährigen Mittel der USA um etwa 9 Grad kühler. Die Schneefälle zwischen Mitte Oktober und Mitte Mai liegen mit mehr als zwei Metern etwa doppelt so hoch wie die mittlere Schneehöhe in den USA. Die tägliche Sonnenscheindauer liegt am unteren Rand des Wertespektrums der USA, zwischen September und Mitte Dezember sogar deutlich darunter.

## Geschichte

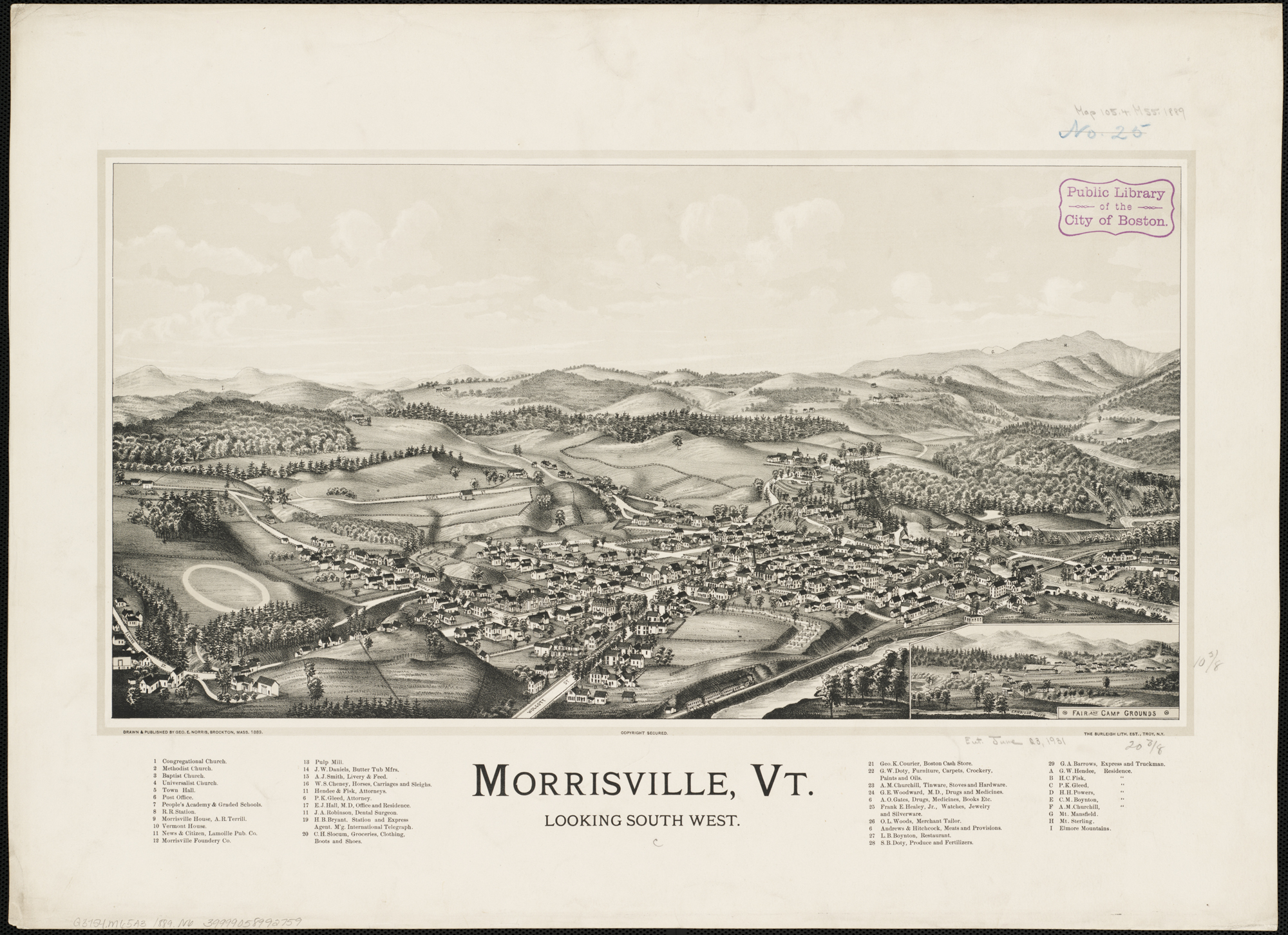
Morrisville 1889

Die Town wurde am 6. November 1780 zur Besiedlung ausgerufen und am 24. August 1781 66 Siedlern unter Leitung von Moses Morse zugesprochen. Die erste Urbarmachung fand ab dem Frühjahr 1790 statt; ein Landeigner reiste von Bennington an und bearbeitete von der bestehenden Farm eines Bekannten im benachbarten Hyde Park unter der Woche sein Land. Im Winter kehrte er nach Bennington zurück und holte im Frühjahr 1791 seine Familie nach, ging im Winter aber erneut zurück nach Bennington. Ab 1792 folgten weitere Kolonisten und errichteten gemeinsam ein festes Haus. Damit war die Gemeinde zum ersten Mal dauerhaft besiedelt. 1796 wurde die Town verwaltungstechnisch selbständig. 1798 wurde die erste Sägemühle errichtet. Die Gemeinde blieb aber weitgehend landwirtschaftlich geprägt.
Ab 1872 war die Town durch die Bahnstrecke Lunenburg–Maquam erschlossen, änderte dadurch aber nicht ihre ländliche Ausprägung. Nach dem Ende des Personenverkehrs 1956 und des Güterverkehrs 1994 sind die in Morrisville endende Vermont State Route 12, die Vermont State Route 100 und der Flughafen Morrisville-Stowe State Airport die wichtigsten Verkehrsverbindungen der Town.

### Einwohnerentwicklung
| Jahr      | 1700 | 1710 | 1720 | 1730 | 1740 | 1750 | 1760 | 1770 | 1780 | 1790 |
| --------- | ---- | ---- | ---- | ---- | ---- | ---- | ---- | ---- | ---- | ---- |
| Einwohner |      |      |      |      |      |      |      |      |      | 10   |
| Jahr      | 1800 | 1810 | 1820 | 1830 | 1840 | 1850 | 1860 | 1870 | 1880 | 1890 |
| Einwohner | 144  | 550  | 726  | 1315 | 1502 | 1441 | 1751 | 1897 | 2099 | 2411 |
| Jahr      | 1900 | 1910 | 1920 | 1930 | 1940 | 1950 | 1960 | 1970 | 1980 | 1990 |
| Einwohner | 2533 | 2652 | 2813 | 2939 | 3130 | 3225 | 3347 | 4052 | 4448 | 4733 |
| Jahr      | 2000 | 2010 | 2020 | 2030 | 2040 | 2050 | 2060 | 2070 | 2080 | 2090 |
| Einwohner | 5139 | 5227 | 5434 |      |      |      |      |      |      |      |

## Wirtschaft und Infrastruktur

### Verkehr
Die Verkehrsanbindung der Gemeinde erfolgt über die Vermont Route 100, die von Morristown nach Süden Richtung Stowe verläuft, sowie die Vermont Route 15, die eine Ost-West-Achse bildet von Hyde Park nach Wolcott. Von ihr zweigt die Vermont Route 12 in südöstlicher Richtung nach Elmore ab.

### Öffentliche Einrichtungen
Das Copley Hospital in Morrisville ist für Morristown und die Umliegenden Towns das Krankenhaus der Region.

### Bildung

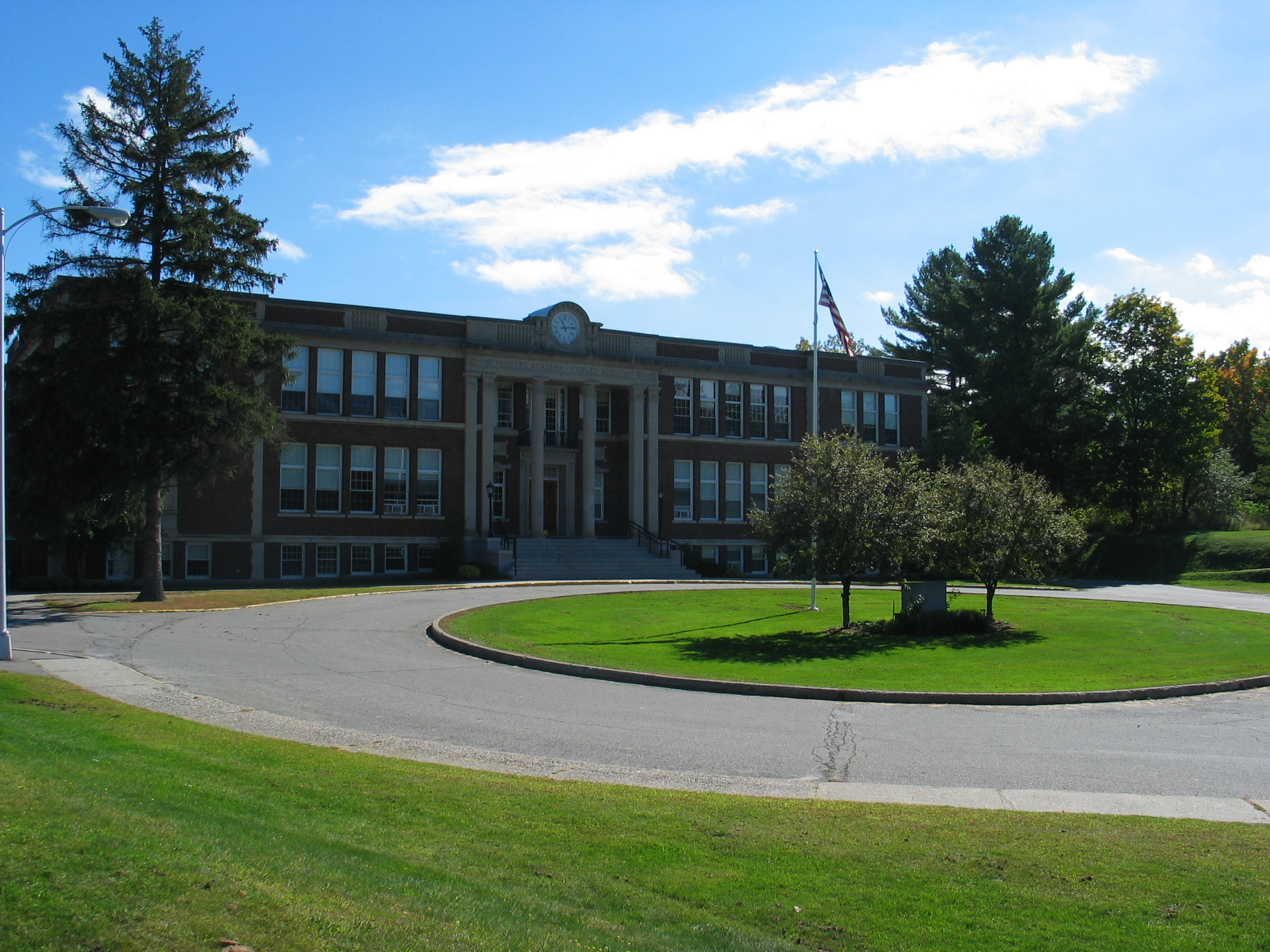
Peoples Academy

Morristown gehört mit Elmore und Stowe zur Lamoille South Supervisory Union Die Morristown Elementary School befindet sich im Village Morrisville. Sie bietet Schulklassen vom Kindergarten bis zum vierten Schuljahr. Die Peoples Academy Middle Level eine Mittelschule befindet sich ebenfalls in Morrisville genau wie die High School Peoples Academy. Diese wurde im Jahr 1847 gegründet.
Neben den öffentlichen Schulen befindet sich in Morrisville zudem die private katholische Bishop Marshall School. Sie bietet Schulklassen vom Kindergarten bis zum achten Schuljahr.
Die Morristown Centennial Central Library liegt an der Richmond Street in Morrisville.

## Persönlichkeiten

### Söhne und Töchter der Stadt
- L. M. Shaw (1848–1932), Politiker, Gouverneur von Iowa und Finanzminister der Vereinigten Staaten
- H. Henry Powers (1835–1913), Politiker, Abgeordneter im US-Repräsentantenhaus

### Persönlichkeiten, die vor Ort gewirkt haben
- Clifton G. Parker (1906–1988), Politiker, Attorney General von Vermont